# 354
Cette page concerne l'année 354  du calendrier julien. Pour l'année 354 av. J.-C., voir 354 av. J.-C. Pour le nombre 354, voir 354 (nombre).
L'année 354 est une année commune qui commence un samedi.

## Événements
- Mars : le César Constantius Gallus quitte Antioche pour Hiérapolis, laissant au gouverneur de Syrie Théophilus le soin de régler la crise. Impuissant à ravitailler la ville, ce dernier est tué dans une émeute populaire[1].
- Printemps : 
  - Le comte d'Orient Nebridius est envoyé avec de fortes troupes en Isaurie pour lever le siège de Séleucie d'Isaurie[1].
  - Constance II quitte Arles pour Valence pour marcher contre les Alamans du Brisgau, Gundomad et Vadomar, qui ont envahi la Gaule. La campagne est retardée par les pluies. Les troupes romaines, mal ravitaillées, se mutinent à Cabillonum (Chalon-sur-Saône) et le préfet des Gaules Rufinus manque d'être massacré. L'eunuque Eusébios parvient à calmer la rébellion en achetant les meneurs et en distribuant des vivres[2].
- Avril : retour de Gallus à Antioche. Constance lui envoie le préfet du prétoire Domitianus pour lui demander de se rendre en Italie. Gallus fait arrêter, puis massacrer Domitianus, ainsi que le questeur Montius, qu'il accuse de conspirer contre lui[1].
- Été : Constance II avance jusqu'à Augusta Raurica (Augst). Harcelé par les traits des Alamans, il échoue à jeter un pont de bateau sur le Rhin. Il projette de franchir le fleuve à gué quand les Alamans lui demandent la paix, qu'il accorde, conseillé par ses auxiliaires barbares[2].
- Septembre : sommé par Constance de revenir en Italie, Gallus quitte Antioche pour Nicomédie, puis Constantinople où il donne des Jeux[1].
- Automne : Constance II est à Milan où il reste jusqu'au printemps 355[3].
- 16 novembre/13 décembre[1] : Gallus est arrêté et déposé à Poetovio par le comte Barbatio, puis décapité à Flanona, près de Pula, en Illyricum, pour les crimes et exactions commis en Orient[4]. Peu après Julien, frère de Gallus, est à son tour convoqué à la cour impériale à Milan et mis sous surveillance pendant plusieurs mois à Côme[2].
- 25 décembre : le Chronographe de 354 mentionne la célébration de la naissance de Jésus de Nazareth, le même jour que celui de la fête païenne de Sol Invictus[5].
- 1er décembre : édit de Constance II adressé au préfet du prétoire Flavius Taurus ordonnant la fermeture des temples païens et la peine de mort pour les idolâtres[6].

- Début du règne au Shaanxi en Chine du Nord de Fu Sheng, roi barbare de la dynastie des Qin antérieur (fin en 357). Il refuse de combattre les tigres et les loups qui ont envahi la vallée de la Wei dépeuplée par les invasions[7].

## Naissances en 354
- 13 novembre : Augustin d'Hippone (mort en 430).

## Décès en 354
- Avril : Constantina, épouse de Constantius Gallus et sœur de Constance II, en Bithynie[1].